# الجامعة الملكية المغربية للكرة الحديدية
الجامعة الملكية المغربية للكرة الحديدية هو الاتحاد الشامل للمنتخب المغربي للكرة الحديدية وبطولة الكرة الحديدية المغربية. وهي منتسبة إلى الاتحاد الدولي للكرة الحديدية ولعبة البروفنسال.